# Luis Fajardo de Requeséns y Zúñiga
Luis Fajardo de Requeséns y Zúñiga (Vélez-Málaga, 1576 - Valencia, 1631) fue un noble de España perteneciente a la Casa de Fajardo, que ostentó los títulos y dignidades de IV marqués de los Vélez, III marqués de Molina, señor de Mula, señor de Librilla, señor de Alhama, señor de Benitaglar, Señor de Rosanés, señor de San Andreu, señor de Molins del Rey, adelantado mayor y capitán general del Reino de Murcia, alcaide de Lorca, comendador de Villarrubia, caballero de la Orden de Santiago y virrey de Valencia.
| Predecesor: Pedro Fajardo y Fernández de Córdoba | Marqués de los Vélez, Marqués de Molina 1579 - 1631 | Sucesor: Pedro Fajardo de Zúñiga y Requesens |
| Predecesor: Luis Ferrer de Cardona               | Virrey de Valencia 1628 - 1631                      | Sucesor: Pedro Fajardo de Zúñiga y Requesens |

- Datos: Q5983346